# Арзуманян, Макич Ваганович
Макич Ваганович Арзуманян (арм. Մակիչ Վահանի Արզումանյան; 25 октября 1919, Барсум, Гянджинская губерния — 20 июля 1988, Ереван) — советский армянский историк и редактор, доктор исторических наук, профессор. Главный редактор 5—13 томов Армянской советской энциклопедии и руководитель Главной редакции Армянской энциклопедии (1979—1988).

## Биография
Родился 25 октября 1919 года в селе Барсум (ныне Юхары-Чайкенд), Гянджинский уезд, Гянджинская губерния, Азербайджанская Демократическая Республика.
В 1942 году окончил Ереванский государственный университет (ЕГУ) и вступил в КПСС.
Участвовал во Второй мировой войне.
В 1946—1950 и 1960—1961 годах преподавал в ЕГУ. В 1951—1954 годах работал в армянском филиале Института марксизма-ленинизма при ЦК КПСС, в 1954—1959 годах — в партийной школе при ЦК КП Армении.
С 1962 года являлся заведующим кафедрой истории КПСС в Ереванском государственном педагогическом институте русского и иностранных языков имени В. Я. Брюсова (сейчас Ереванский государственный университет языков и социальных наук). Доктор исторических наук (1963), профессор (1964).

## Научная деятельность
Область научных интересов — история КПСС, деятельность большевиков Южного Кавказа и Армении, новая и новейшая история армянского народа.

## Награды
- Государственная премия Армянской ССР (1988) за участие в издании Армянской советской энциклопедии.